# 3 (маршрут метро, Нью-Йорк)
3 Seventh Avenue Express — маршрут Нью-Йоркского метрополитена, проходящий в Манхэттене и Бруклине. Маршрут проходит по линиям Ленокс-авеню, Ай-ар-ти, Бродвея и Седьмой авеню, Ай-ар-ти, Истерн-Паркуэй, Ай-ар-ти, и Нью-Лотс, Ай-ар-ти. На картах, станциях, вагонах и т. д. он обозначается красным цветом, поскольку проходит по линии Бродвея и Седьмой авеню.
Маршрут 3 работает круглосуточно. Обычный маршрут работает между 148th Street в Манхэттене и New Lots Avenue в Бруклине, экспрессом в Манхэттене и локальным в Бруклине. Ночью 3 работает только между 148th Street и Times Square — 42nd Street. 3 один из четырёх маршрутов, которые ходят только по экспресс путям круглые сутки (другие D, F и Q).

## История маршрута
| R12 закончили обозначение |

| 1967-1979 |

23 ноября 1904, была открыта IRT Lenox Avenue Line между 96th Street и 145th Street. Направление 3 работало между 145th Street-Lenox Avenue и City Hall, и было локальным на всём пути своего следования.
1 июля 1918, было завершено строительство нынешней IRT Broadway — Seventh Avenue Line, и 3 после 42nd Street, был перенаправлен с IRT Lexington Avenue Line на уже построенную линию южнее. Теперь он был локальным до South Ferry.
С 4 января 1955, 3 стал экспрессом в Манхэттене в часы пик и в это время отправлялись до Flatbush Avenue в Бруклине.
6 февраля 1959, поезда делали экспресс остановки в Манхэттене и далее до Flatbush Avenue всегда (за исключением ночных часов). Следующие 24 года, поезда возвращались назад и ходили между Flatbush Avenue и New Lots Avenue до 10 июля 1983 года, когда они стали ходить круглосуточно до New Lots Avenue с доступом в Livonia Yard.
13 мая 1968, поезда стали ходить до новой станции 148th Street—Lenox Terminal. Ночью и ранним воскресением, поезда ходили только между 148th Street и 135th Street как челнок (до 1995). В 1995 году челнок был отменён (кроме воскресенья утром) и челночный автобус шёл до Lenox Terminal.
С марта по октябрь 1998 года, IRT Lenox Avenue Line была восстановлена. 3 маршрут был перенаправлен до 137th Street — City College.
После 11 сентября 2001, 3 стал локальным в Манхэттене. После нескольких задержек на 96th Street, маршрут был изменён 19 сентября. Он работает в Манхэттене как экспресс между Harlem — 148th Street и 14th Street и далее в Бруклине его заменяет 1. Движение до New Lots Avenue было восстановлено 15 сентября 2002 года.
27 июля 2008, ночной 3 был восстановлен как экспресс между 148th Street и Times Square — 42nd Street.

## Галерея

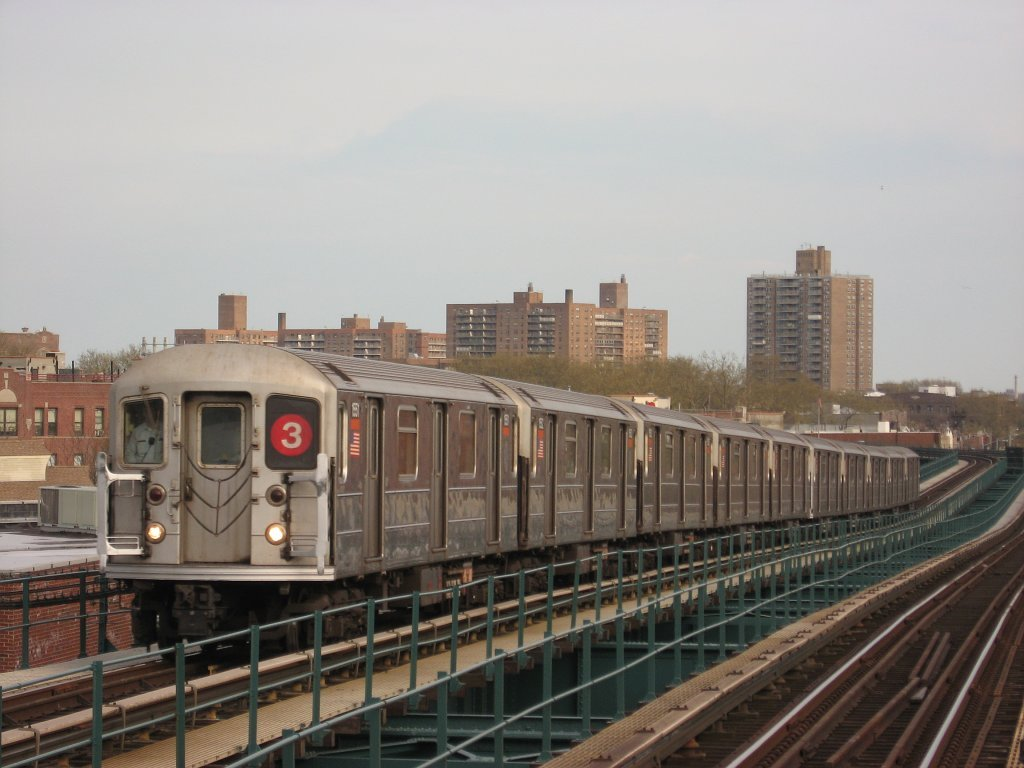
3 по направлению в Манхэттен, подъезжает к Sutter Avenue — Rutland Road.
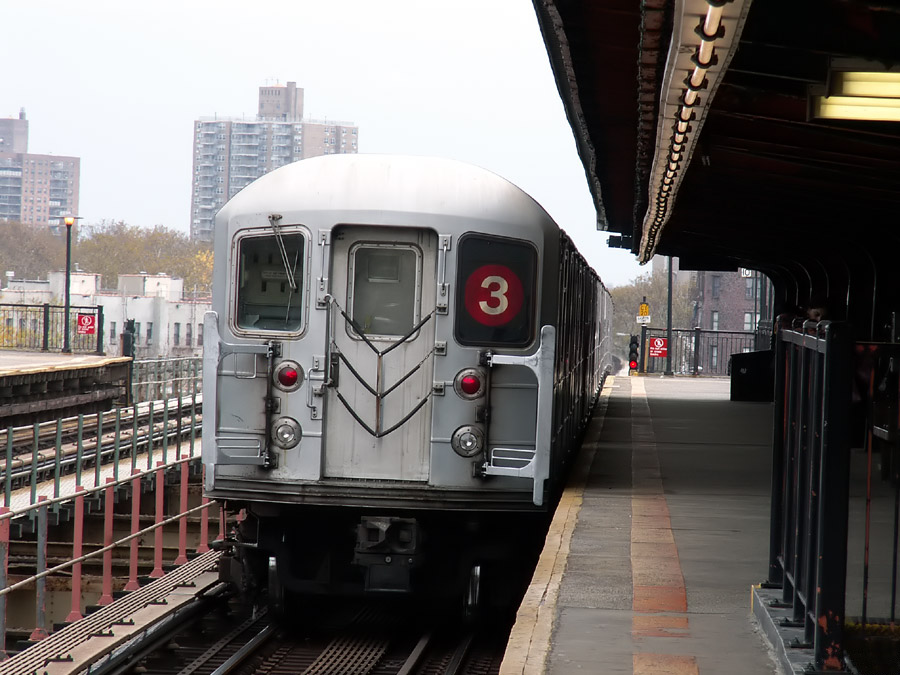
R62 3, покидает Sutter Avenue — Rutland Road в Бруклине.
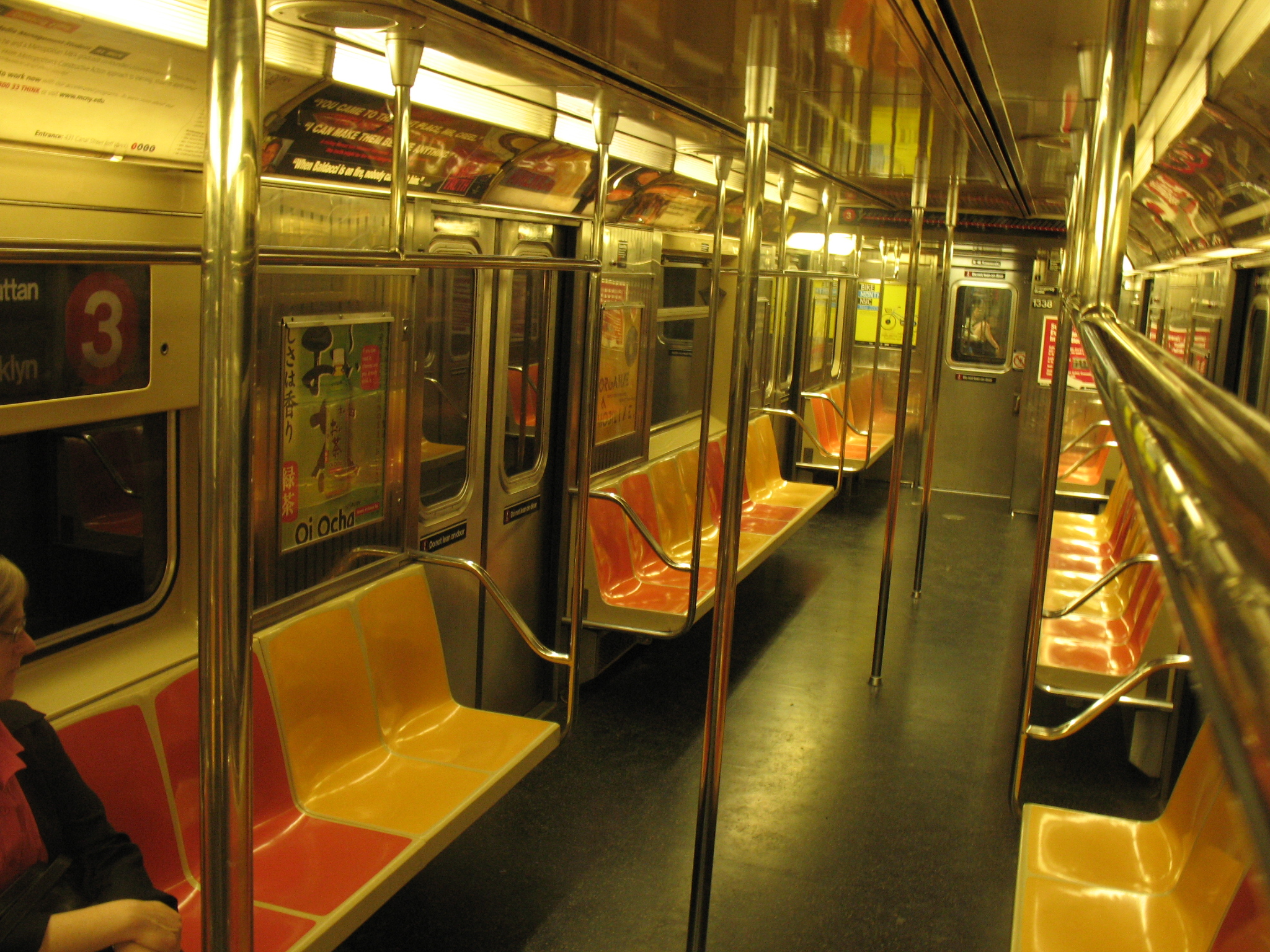
Интерьер вагона R62, действующего на 3.

## Маршрут
Используемые пути в зависимости от дня недели и времени суток
| От станции включительно | До станции включительно            | День + вечер + выходные | Ночь           |
| ----------------------- | ---------------------------------- | ----------------------- | -------------- |
| Гарлем — 148-я улица    | Сентрал-парк-Норт — 110-я улица    | локальные пути          | локальные пути |
| 96-я улица              | 34-я улица — Пенсильванский вокзал | экспресс-пути           | экспресс-пути  |
| 28-я улица              | Чеймберс-стрит                     | экспресс-пути           | —              |
| Парк-Плейс              | Нью-Лотс-авеню                     | локальные пути          | —              |

Схема маршрута
| Условные обозначения |
| для дней и часов работы маршрутов (более точно указано во всплывающих подсказках при этих обозначениях): |
| --- |
| круглосуточно круглосуточно, кроме ночи круглосуточно, кроме будней днём (либо часов пик) в пиковом направлении в будни днём (и, возможно, вечером) в будни круглосуточно в часы пик в будни днём (либо в часы пик) в пиковом направлении в будни днём (либо в часы пик) в направлении, обратном пиковому в выходные ночью ночью и в выходные (и, возможно, вечером) нет движения поездов |

|  |

|  |

|  |

| 2 — круглосуточно · 2 — круглосуточно |

|  |

| 2 — круглосуточно · 2 — круглосуточно |

|  |

| 2 — круглосуточно · 2 — круглосуточно |

|  |

| 2 — круглосуточно · 2 — круглосуточно |

|  |

| 1 — круглосуточно · 1 — круглосуточно · 2 — круглосуточно · 2 — круглосуточно |

|  |

|  |

|  |

| 1 — круглосуточно · 1 — круглосуточно · 2 — круглосуточно · 2 — круглосуточно |

|  |

|  |

|  |

|  |
|  |
|  |
|  |
|  |
|  |
|  |
|  |
|  |

| 1 — круглосуточно · 1 — круглосуточно · 2 — круглосуточно · 2 — круглосуточно | на той же станции                            |
| 7 — круглосуточно · 7 — круглосуточно · <7> — в часы пик в пиковом направлении · <7> — в часы пик в пиковом направлении | Таймс-сквер                                  |
| A — круглосуточно · A — круглосуточно · C — круглосуточно, кроме ночи · C — круглосуточно, кроме ночи · E — круглосуточно · E — круглосуточно | 42-я улица — Автовокзал Портового управления |
| N — круглосуточно · N — круглосуточно · Q — круглосуточно · Q — круглосуточно · R — круглосуточно, кроме ночи · R — круглосуточно, кроме ночи · W — в будни днём и вечером до 23:00 · W — в будни днём и вечером до 23:00                                                                             | Таймс-сквер — 42-я улица                     |
| S (челнок 42-й улицы) — круглосуточно, кроме ночи · S (челнок 42-й улицы) — круглосуточно, кроме ночи | Таймс-сквер                                  |
| 7 — круглосуточно · 7 — круглосуточно · <7> — в часы пик в пиковом направлении · <7> — в часы пик в пиковом направлении | Пятая авеню                                  |
| B — в будни днём и вечером до 23:00 · B — в будни днём и вечером до 23:00 · D — круглосуточно · D — круглосуточно · F — круглосуточно · F — круглосуточно · <F> — в часы пик в пиковом направлении · <F> — в часы пик в пиковом направлении · M — в будни днём и вечером · M — в будни днём и вечером | 42-я улица — Брайант-парк                    |
| автовокзал Портового управления[англ.] |                                              |

|  |
|  |
|  |

| 1 — круглосуточно · 1 — круглосуточно · 2 — круглосуточно · 2 — круглосуточно |
| Пенсильванский вокзал                                                         |

|  |

|  |

|  |

|  |
|  |
|  |
|  |
|  |

| 1 — круглосуточно, кроме ночи · 1 — круглосуточно, кроме ночи · 2 — круглосуточно, кроме ночи · 2 — круглосуточно, кроме ночи                                                                             | на той же станции |
| F — круглосуточно, кроме ночи · F — круглосуточно, кроме ночи · <F> — в часы пик в пиковом направлении · <F> — в часы пик в пиковом направлении · M — в будни днём и вечером · M — в будни днём и вечером | 14-я улица        |
| L — круглосуточно, кроме ночи · L — круглосуточно, кроме ночи | Шестая авеню      |
| 14-я улица (PATH)[англ.] |                   |

|  |

|  |

|  |

|  |

|  |

| 1 — круглосуточно, кроме ночи · 1 — круглосуточно, кроме ночи · 2 — круглосуточно, кроме ночи · 2 — круглосуточно, кроме ночи |

|  |
|  |
|  |
|  |
|  |

| 2 — круглосуточно, кроме ночи · 2 — круглосуточно, кроме ночи                                                                             | на той же станции        |
| A — круглосуточно, кроме ночи · A — круглосуточно, кроме ночи · C — круглосуточно, кроме ночи · C — круглосуточно, кроме ночи             | Чеймберс-стрит           |
| E — круглосуточно, кроме ночи · E — круглосуточно, кроме ночи                                                                             | Всемирный торговый центр |
| R — круглосуточно, кроме ночи · R — круглосуточно, кроме ночи · W — в будни днём и вечером до 23:00 · W — в будни днём и вечером до 23:00 | Кортландт-стрит          |
| Всемирный торговый центр (PATH)[англ.] |                          |

|  |
|  |
|  |
|  |
|  |

| 2 — круглосуточно, кроме ночи · 2 — круглосуточно, кроме ночи                                                                               | на той же станции |
| 4 — круглосуточно, кроме ночи · 4 — круглосуточно, кроме ночи · 5 — круглосуточно, кроме ночи · 5 — круглосуточно, кроме ночи               | Фултон-стрит      |
| A — круглосуточно, кроме ночи · A — круглосуточно, кроме ночи · C — круглосуточно, кроме ночи · C — круглосуточно, кроме ночи               | Фултон-стрит      |
| J — круглосуточно, кроме ночи · J — круглосуточно, кроме ночи · Z — в часы пик в пиковом направлении · Z — в часы пик в пиковом направлении | Фултон-стрит      |
| Всемирный торговый центр (PATH)[англ.] |                   |

|  |

| 2 — круглосуточно, кроме ночи · 2 — круглосуточно, кроме ночи |

|  |

| 2 — круглосуточно, кроме ночи · 2 — круглосуточно, кроме ночи |

|  |
|  |
|  |

| 2 — круглосуточно, кроме ночи · 2 — круглосуточно, кроме ночи | на той же станции |
| 4 — круглосуточно, кроме ночи · 4 — круглосуточно, кроме ночи · 5 — в будни днём · 5 — в будни днём                                                                   | Боро-холл         |
| R — круглосуточно, кроме ночи · R — круглосуточно, кроме ночи · W — часть рейсов в часы пик в пиковом направлении · W — часть рейсов в часы пик в пиковом направлении | Корт-стрит        |

|  |

| 2 — круглосуточно, кроме ночи · 2 — круглосуточно, кроме ночи |

|  |

| 2 — круглосуточно, кроме ночи · 2 — круглосуточно, кроме ночи · 4 — круглосуточно, кроме ночи · 4 — круглосуточно, кроме ночи · 5 — в будни днём · 5 — в будни днём |

|  |
|  |
|  |
|  |
|  |

| 2 — круглосуточно, кроме ночи · 2 — круглосуточно, кроме ночи · 4 — круглосуточно, кроме ночи · 4 — круглосуточно, кроме ночи · 5 — в будни днём · 5 — в будни днём | на той же станции               |
| B — в будни днём и вечером до 23:00 · B — в будни днём и вечером до 23:00 · Q — круглосуточно, кроме ночи · Q — круглосуточно, кроме ночи | Атлантик-авеню — Барклайс-центр |
| D — круглосуточно, кроме ночи · D — круглосуточно, кроме ночи · N — круглосуточно, кроме ночи · N — круглосуточно, кроме ночи · R — круглосуточно, кроме ночи · R — круглосуточно, кроме ночи · W — часть рейсов в часы пик в пиковом направлении · W — часть рейсов в часы пик в пиковом направлении | Атлантик-авеню — Барклайс-центр |
| вокзал Атлантик[англ.] |                                 |

|  |

| 2 — круглосуточно, кроме ночи · 2 — круглосуточно, кроме ночи |

|  |

| 2 — круглосуточно, кроме ночи · 2 — круглосуточно, кроме ночи |

|  |

| 2 — круглосуточно, кроме ночи · 2 — круглосуточно, кроме ночи |

|  |
|  |
|  |

| 2 — круглосуточно, кроме ночи · 2 — круглосуточно, кроме ночи · 4 — круглосуточно, кроме ночи · 4 — круглосуточно, кроме ночи · 5 — в будни днём · 5 — в будни днём | на той же станции |
| S (челнок Франклин-авеню) — круглосуточно, кроме ночи · S (челнок Франклин-авеню) — круглосуточно, кроме ночи                                                       | Ботанический сад  |

|  |

| 2 — часть рейсов в часы пик в пиковом направлении · 2 — часть рейсов в часы пик в пиковом направлении |

|  |

| 2 — часть рейсов в часы пик в пиковом направлении · 2 — часть рейсов в часы пик в пиковом направлении |

|  |

| 2 — часть рейсов в часы пик в пиковом направлении · 2 — часть рейсов в часы пик в пиковом направлении · 4 — круглосуточно, кроме ночи · 4 — круглосуточно, кроме ночи · 5 — часть рейсов в часы пик в пиковом направлении · 5 — часть рейсов в часы пик в пиковом направлении |

|  |

| 2 — часть рейсов в часы пик в пиковом направлении · 2 — часть рейсов в часы пик в пиковом направлении · 4 — часть рейсов в часы пик в пиковом направлении · 4 — часть рейсов в часы пик в пиковом направлении |

|  |

| 2 — часть рейсов в часы пик в пиковом направлении · 2 — часть рейсов в часы пик в пиковом направлении · 4 — часть рейсов в часы пик в пиковом направлении · 4 — часть рейсов в часы пик в пиковом направлении |

|  |

| 2 — часть рейсов в часы пик в пиковом направлении · 2 — часть рейсов в часы пик в пиковом направлении · 4 — часть рейсов в часы пик в пиковом направлении · 4 — часть рейсов в часы пик в пиковом направлении |

|  |
|  |
|  |

| 2 — часть рейсов в часы пик в пиковом направлении · 2 — часть рейсов в часы пик в пиковом направлении · 4 — часть рейсов в часы пик в пиковом направлении · 4 — часть рейсов в часы пик в пиковом направлении | на той же станции |
| L — круглосуточно, кроме ночи · L — круглосуточно, кроме ночи | Ливония-авеню     |

|  |

| 2 — часть рейсов в часы пик в пиковом направлении · 2 — часть рейсов в часы пик в пиковом направлении · 4 — часть рейсов в часы пик в пиковом направлении · 4 — часть рейсов в часы пик в пиковом направлении |

|  |

| 2 — часть рейсов в часы пик в пиковом направлении · 2 — часть рейсов в часы пик в пиковом направлении · 4 — часть рейсов в часы пик в пиковом направлении · 4 — часть рейсов в часы пик в пиковом направлении |

|  |

| 2 — часть рейсов в часы пик в пиковом направлении · 2 — часть рейсов в часы пик в пиковом направлении · 4 — часть рейсов в часы пик в пиковом направлении · 4 — часть рейсов в часы пик в пиковом направлении |